# Fangen (film fra 1965)
 For alternative betydninger, se Fangen. (Se også artikler, som begynder med Fangen)
Fangen er en film instrueret af Johannes Våbensted efter eget manuskript.

## Handling
Handlingen udspilles på Københavns slot i Frederik den 3.s regeringstid og er koncentreret om det dramatiske døgn den 13.-14. november 1663. Det er aften. I de skumle gader går vægteren sin runde, og med ham føres man gennem 1600-tallets København til slottet med det dystre og berygtede Blåtårn. Her, i Leonoras celle, sidder slotsfogeden og drikker og gantes med den halvsindssyge fangevogterske for at plage, ydmyge og provokere Leonora, der ligger tavs i sin seng.